# Carl Arnold Ruge
Carl Arnold Ruge (24 de septiembre de 1846 - 15 de abril de 1926) fue un patólogo alemán nativo de Berlín. Se le atribuyen contribuciones en la detección temprana del cáncer de útero. 

## Biografía
Es hijo del médico Ludwig Magnus Wilhelm Ruge y de Marie Luise Karoline Philippine Mayer, hija del ginecólogo Karl Wilhelm Mayer. Su hermana Ferdinande Amalie Rosalie (1832-1913) se casó con el patólogo Rudolf Virchow en 1850.

## Carrera
Fue director del laboratorio de investigación microscópica y de la Frauenklinik (clínica para mujeres) de la Charité en Berlín durante varios años. Trabajó estrechamente con el ginecólogo Karl Ludwig Ernst Schroeder (1838-1887). Entre 1882 y 1912, fue director del Instituto de Patología Ginecológica en la Frauenklinik de la universidad. En 1896, fue nombrado profesor.
Ruge fue pionero del diagnóstico microscópico en el campo de la ginecología. Junto con su colaborador Johann Veit (1852-1917) estableció las bases de la patología y la histología ginecológica contemporáneas. En la década de 1870, ambos hombres introdujeron la biopsia quirúrgica como una herramienta diagnóstica necesaria. A partir de sus biopsias demostraron que había demasiados casos de cirugías innecesarias de cáncer de cuello uterino, demostrando que los médicos a menudo eran incapaces de detectar el cáncer sin la ayuda de una biopsia.
A Ruge también se le atribuye la primera definición de venas varicosas como "cualquier vena dilatada, alargada y tortuosa independientemente del tamaño".